# Методика Маккензи

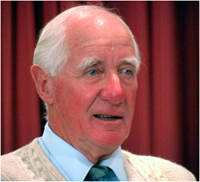
Робин Энтони Маккензи

Методика Маккензи или Механическая диагностика и терапия (МДТ) — метод физической терапии, применяемый для лечения болей в спине, разработанный новозеландским физическим терапевтом Робином Маккензи и опубликованный им в 1981 году.

## Методика
Автор методики утверждал, что «анатомические диагнозы» на позвоночнике и суставах редко возможны и они имеют небольшую пользу для лечения. По его словам большей эффективностью обладает классификация, ориентированная на жалобы пациента, которые будут изменены под воздействием лечения и давать обратную связь о правильности выбранного терапевтического воздействия. Согласно концепции МДТ основой лечения являются физические упражнения, а мануальные техники сводят к минимуму и используют только в том случае, если упражнения не принесли необходимого результата или же в дополнение к ним. Маккензи утверждал, что если следовать его рекомендациям по самостоятельным занятиям, то в долгосрочной перспективе можно уменьшить боль в спине и шее. Также он выступал за автономию больного и увеличение его ответственности за процесс восстановления.
В контексте методики решающее диагностическое значение имеет централизация, которая возникает во время лечения. Боль, которая ощущается в дистальных отделах (например в ягодице или бедре) начинает уменьшаться или перемещаться более проксимально и при этом боль нарастает возле позвоночника. Возникновение таких изменений считают прогностически благоприятным и указывают, что используемые воздействия подходят для дальнейшей терапии.

## Достоверность
Исследования подтвердили валидность диагностической классификации Маккензи. 
Метод физический упражнений Маккензи эффективен в той же степени, как и другие распространённые методы лечебной физкультуры.

## Применение
Метод Маккензи используется для улучшения состояния пациентов при болях в пояснице, в шее и при наличии жалоб на суставы..